# Palaemnema mutans
Palaemnema mutans – gatunek ważki z rodziny Platystictidae. Występuje na terenie Ameryki Południowej.